# Shiokara
Le shiokara (塩辛) est un type de préparation de la cuisine japonaise ayant comme ingrédient principal un produit de la mer (mollusques, crustacés, ou encore poisson). La préparation consiste à couper la chair en petits morceaux et à les servir dans une sauce marron et visqueuse, produite en salant et laissant fermenter les viscères de l'animal choisi. Les viscères crus sont mixés et mélangés avec un dixième de leur poids en sel et un tiers de leur poids en riz malté, puis la préparation est enfermée dans un récipient et fermente pendant une période pouvant aller jusqu'à un mois.
Le shiokara est vendu dans un récipient en verre ou en plastique. Il existe beaucoup de variations locale du shiokara, dont une étude recense 56 types différents à travers le Japon. Les produits de la mer les plus utilisés sont la seiche ou le calmar, l'ayu (Plecoglossus altivelis), les sardines, la bonite et le maquereau. Les shiokara peuvent être classés en 3 grands types, les 2 premiers étant mangés comme plat d'accompagnement avec du riz et du saké. Dans le premier type, représentant 70 % des variantes de shiokara recensées, le poisson est coupé en tranches ; dans le second type représentant 25 % des variations, le poisson est réduit en purée, et enfin dans 5 % des cas, la chair est si finement mixée que le shiokara est liquide.
Le goût est aussi salé que les anchois au sel européens, mais la texture est différente. C'est un des chinmi (« goûts rares ») les plus connus ; le goût pour ce plat assez fort est considéré comme quelque chose qui doit s'acquérir, même pour les palais japonais.
Une des façons de le consommer est de le déguster avec de l'alcool ; certains bars se sont spécialisés dans le shiokara.

## Quelques types deshiokara

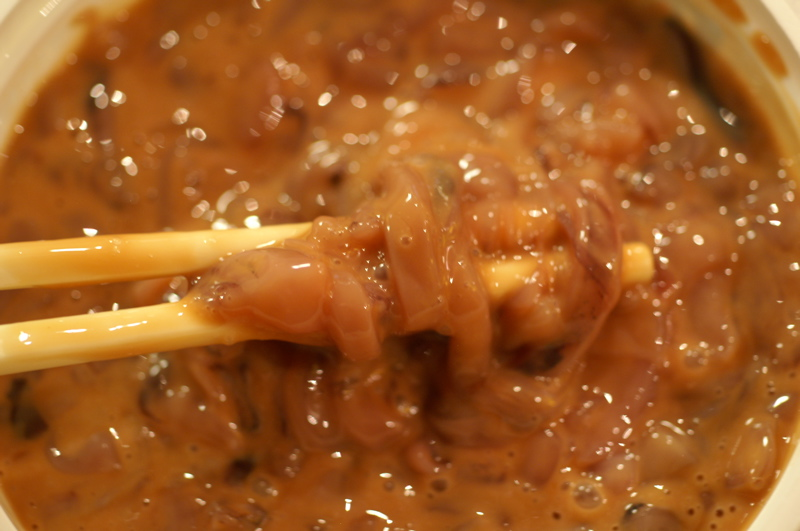
Ika no shiokara avec des baguettes.

- Ika no shiokara, calmar, la variété la plus répandue.
- Hotaruika no shiokara, calmar luciole (Watasenia scintillans).
- Katsuo no shiokara, bonite à ventre rayé.
- Kaki no shiokara, huître.
- Uni no shiokara rogue d'oursin.
- Ami no shiokara, ami (ja), un crustacé ressemblant à une crevette faisant partie du krill.

Certains types de shiokara sont dénommés par des noms qui leur sont propres :
- ganzuke (ja) (ganzuke (がん漬?)), crabe ;
- konowata (ja) (konowata (このわた, 海鼠腸?)), concombre de mer ;
- mefun (ja) (mefun (めふん?), saumon keta) (shake) ;
- uruka (ja) (uruka (うるか?), ayu) ;
- shuto (ja) (shuto (酒盗?), bonite) (katsuo).